# Kako (księżniczka)
Kako (jap. 佳子内親王 Kako Naishinnō) (ur. 29 grudnia 1994 w Tokio) – japońska księżniczka, druga córka księcia Akishino (Fumihito) i jego żony, księżnej Kiko, wnuczka emerytowanego cesarza Akihito i emerytowanej cesarzowej Michiko. Należy do japońskiej rodziny cesarskiej. Jej symbolem jest ketmia lipowata (jap. 大浜朴 ōhamabō).

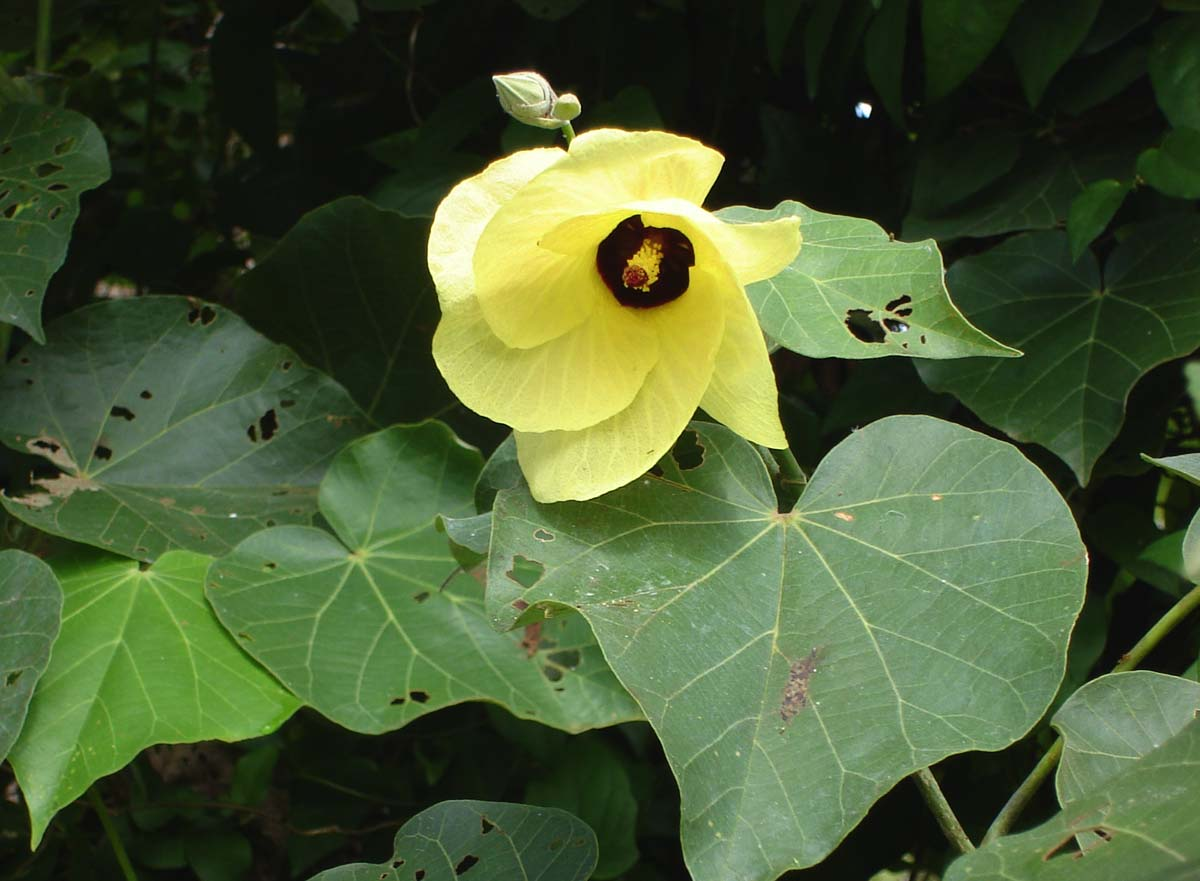
Ketmia lipowata – symbol księżniczki Kako

Księżniczka Kako jest młodszą siostrą Mako Komuro i starszą siostrą księcia Hisahito. Podobnie jak jej starsza siostra i wielu członków rodziny cesarskiej, uczęszczała do prywatnej szkoły Gakushūin (jap. 学習院) w Tokio. W latach 2014–2019 studiowała m.in. psychologię na dwujęzycznym (japoński, angielski) International Christian University (国際基督教大学 Kokusai Kirisutokyō Daigaku, ICU).

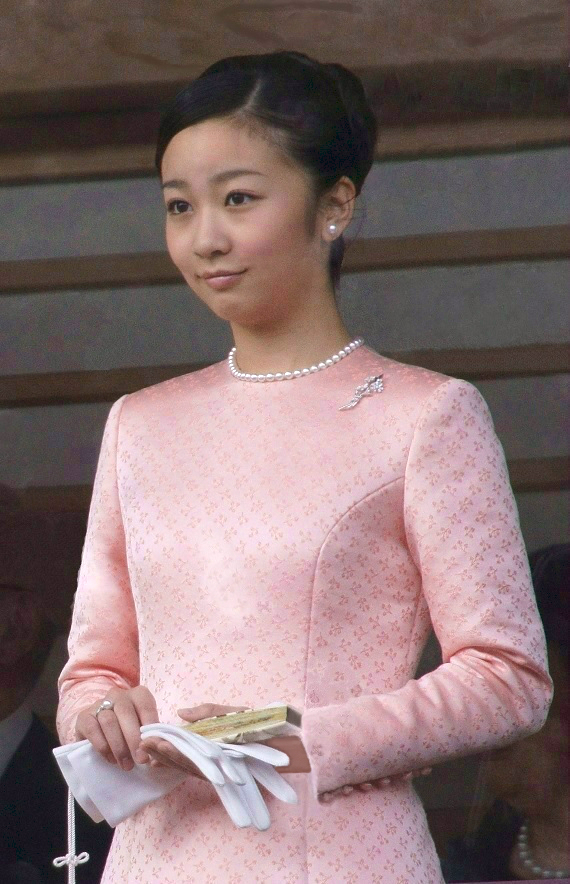
Księżniczka Kako w pawilonie Chōwa-den na terenie kompleksu pałacowego w Tokio, 2015

Ma talent do składania origami oraz jazdy figurowej na lodzie.
```

```

## Genealogia
| Księżniczka Kako | Ojciec: Książę Akishino (Fumihito) | Dziadek: Cesarz Akihito                      | Pradziadek: Cesarz Shōwa                         |
| Księżniczka Kako | Ojciec: Książę Akishino (Fumihito) | Dziadek: Cesarz Akihito                      | Prababcia: Cesarzowa Kōjun                       |
| Księżniczka Kako | Ojciec: Książę Akishino (Fumihito) | Babcia: Cesarzowa Michiko                    | Pradziadek: Hidesaburō Shōda (jap. 正田英三郎)   |
| Księżniczka Kako | Ojciec: Książę Akishino (Fumihito) | Babcia: Cesarzowa Michiko                    | Prababcia: Fumiko Shōda (jap. 正田富美子)        |
| Księżniczka Kako | Matka: Księżna Kiko                | Dziadek: Tatsuhiko Kawashima (jap. 川嶋辰彦) | Pradziadek: Kangaehiko Kawashima (jap. 川嶋考彦) |
| Księżniczka Kako | Matka: Księżna Kiko                | Dziadek: Tatsuhiko Kawashima (jap. 川嶋辰彦) | Prababcia: Kiko Kawashima (jap. 川嶋紀子)        |
| Księżniczka Kako | Matka: Księżna Kiko                | Babcia: Kazuyo Kawashima (jap. 川嶋和代)     | Pradziadek: Kasuke Sugimoto (jap. 杉本嘉助)      |
| Księżniczka Kako | Matka: Księżna Kiko                | Babcia: Kazuyo Kawashima (jap. 川嶋和代)     | Prababcia: Eiko Sugimoto (jap. 杉本栄子)         |